# Yonathan Salinas
Pour les articles homonymes, voir Salinas.
Salinas  Duque est un nom espagnol. Le premier nom de famille, en général paternel, est Salinas ; le second, en général maternel, souvent omis, est Duque.
Yonathan Jesús Salinas Duque (né le 31 mai 1990 à Rubio) est un coureur cycliste vénézuélien.

## Biographie
En août 2018, il termine troisième du Tour de la Guadeloupe remporté par Boris Carène.

## Palmarès
- 2010
  - 3e du Tour du Trujillo
- 2011
  - 2e et 3e étapes du Tour du Trujillo
- 2013
  - Tour du Trujillo :
    - Classement général
    - 1re, 3e et 5e étapes

  - 1re et 9eb étapes du Tour de Bolivie
  - 3e du championnat du Venezuela sur route
- 2014
  - 2e étape du Tour du Táchira
  - Classement général du Tour du Venezuela
  - Clásico Virgen de la Consolación de Táriba :
    - Classement général
    - 1re étape
- 2015
  - 1re étape du Trophée de la Caraïbe
  - 3e étape du Tour du Costa Rica
  - 2e du Tour de Martinique
  - 3e du Tour du Venezuela
- 2016
  - 3e étape du Tour du Táchira
  - 3e étape du Tour de Martinique
- 2017
  - Tour du Táchira :
    - Classement général
    - 5e et 8e étapes

  - 3e étape du Tour de Marie-Galante
  - Tour de Martinique :
    - Classement général
    - 4e étape
- 2018
  - 4e et 6e étapes du Tour de la Guadeloupe
  - 3e du Tour de la Guadeloupe
- 2019
  - 2e étape du Tour du Táchira
  - 3e étape du Tour de Marie-Galante
  - Tour de la Guadeloupe :
    - Classement de la montagne
    - 2e étape

  - 3e du Tour du Táchira
  - 3e du Tour du Venezuela

## Classements mondiaux
| Année            | 2013 | 2014 | 2015 | 2016 | 2017 | 2018 | 2019 | 2020 |
| ---------------- | ---- | ---- | ---- | ---- | ---- | ---- | ---- | ---- |
| UCI America Tour | 143e | 8e   | 92e  | 374e | 38e  | 124e | 118e | 75e  |